# Luxemburg az első világháborúban

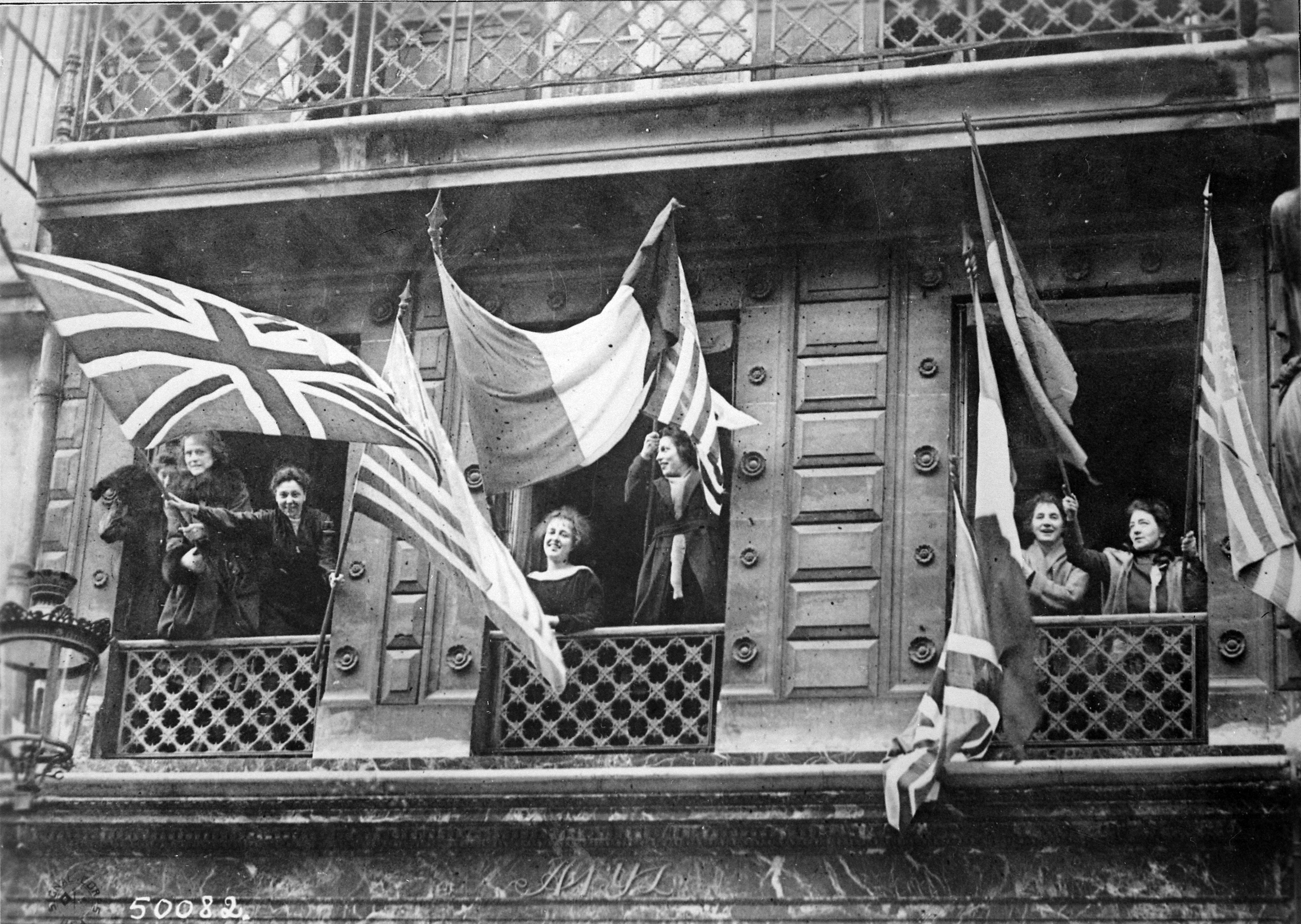
Az országuk felszabadítását ünneplő luxemburgiak üdvözlik az antanthatalmak katonáit az 1918. novemberi fegyverszünet után

A Luxemburgi Nagyhercegség az első világháborúban német megszállás alá került (később a második világháborúban is ez volt a helyzet). 1914 augusztusától a világháború végéig, 1918. november 11-ig tartotta a Német Császárság teljes megszállás alatt. A német kormány azzal igazolta a megszállás szükségességét, hogy a szomszédos Franciaországban harcoló hadseregnek támogatásra van szükségre, bár sok luxemburgi már akkor sem értett ezzel egyet.
Ebben az időszakban Luxemburg megtarthatta önálló kormányát és politikai berendezkedését, ám minden eljárást beárnyékolt a német hadsereg jelenléte. A megszállás erőszakos figyelemelterelése ellenére a luxemburgiak próbálták élni az életüket, a politikai pártok is más kérdésekre próbáltak összpontosítani, mint a gazdaság, az oktatás, és az alkotmánymódosítás.
A hazai politikai környezetet tovább bonyolította Paul Eyschen halála, aki 27 éven keresztül volt Luxemburg miniszterelnöke. Egy sor rövid életű kormány következett, végül lázadás és alkotmányos válság után távoztak a német csapatok.

## Előzmények

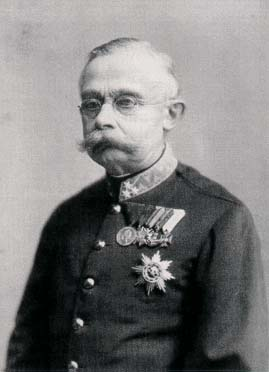
Adolf luxemburgi nagyherceg

### A Luxemburgi Nagyhercegség megalakulása és hivatalos függetlensége
Luxemburg, Európa legnagyobb miniállama sok évszázados hagyományokkal büszkélkedik, de mint nagyhercegség 1815-től létezik. Az 1815-ös bécsi kongresszust követően sokéves Habsburg uralom után az ország a holland király, I. Vilmos uralma alá került. A holland király azonban nem tekintette független területnek a nagyhercegséget, és országa (ami akkor még magába foglalta a mai Belgiumot is) egyszerű tartományaként kezelte. Az 1830-as belga szabadságharcot követően megkötött londoni egyezményben megerősítették Luxemburg függetlenségét, azonban nyugati részét Belgiumhoz csatolták. A porosz–osztrák–olasz háborút követően széteső Német Szövetség utódszövetségének, a Poroszország vezette Északnémet Szövetségnek Luxemburg már nem volt tagja. Ezek után az ország csak laza kapcsolatot tudott fenntartani Poroszországgal, és nem volt erősebb támogatója az ország bekebelezésére törekvő Franciaországgal szemben.
Ezek után 1867-ben következett be az ún. „Luxemburgi krízis vagy kérdés” időszaka, amely sok ellentétet szült. III. Napóleon francia császár Luxemburg megvételére tett ajánlatot az akkori nagyhercegnek és holland királynak, III. Vilmosnak. A helyzet ellenséges viszonyt teremtett Poroszország és Franciaország között, mivel Otto von Bismarck porosz, később német kancellár határozottan ellenezte a francia szándékot. A helyzetet az új, 1867-es londoni egyezmény oldotta meg, ami kimondta Luxemburg örökös semlegességét és demilitarizált státusát. A nagyhercegség területén állomásozó, kis létszámú porosz erőknek azonban az egyezmény értelmében fel kellett robbantaniuk Luxembourg erődítményeinek nagy részét, a franciák érdekeinek megfelelően. Ezt a kivonuló porosz csapatok végrehajtották.
Luxemburg lényegében akkor szakadt el Hollandiától, amikor I. Vilma került a holland trónja, azonban a perszonálunió szerint Luxemburg uralkodója csak férfi lehet, ezért a nagyhercegi trónt Adolf nassaui herceg foglalta el.

### Az ország az első világháború küszöbén, a Schlieffen-terv

A Moltke-Schlieffen-terv térképen

Ferenc Ferdinánd főherceg, osztrák-magyar trónörökös 1914. június 28-án, Szarajevóban való meggyilkolását követően a nemzetközi helyzet feszültté vált. Az Osztrák–Magyar Monarchia ultimátumot küldött Szerbiának, akit a merénylet felelősének tartott. Szerbia az Orosz Birodalom támogatását élvezve visszautasította az ultimátumot és általános mozgósítást rendelt el. Erre a monarchia hadat üzent Szerbiának, és a szerbekkel szövetséges Oroszországnak. A kettős szövetség másik tagja, Németország kiállt a monarchia mellett és végül Európa nagy része belesodródott a háborúba.
A németek az egyik fő ellenségüknek Franciaországot tekintették, aminek elfoglalására már a háború előtt terveket készítettek. Alfred von Schlieffen, aki 1891-1906 között német hadsereg vezérkari főnöke volt, kidolgozott tervet, ami egy esetleges Franciaország elleni hadjáratot írt le. A tábornokról elnevezett Schlieffen-terv azt tartalmazta, hogy a német csapatok zöme Belgiumon és Luxemburgon (eredeti tervben még szerepelt Hollandia is) áthatolva támadták volna meg a franciákat. Az Ardennek erdőségein átvonuló német alakulatoknak ki kellett törniük a Németalföldre, majd ott dél felé fordulván pedig támadást indítani Franciaország szíve ellen és északnyugat irányából elérni, illetve bekeríteni Párizst. Ezután teljes erővel a keleti frontra koncentrálhattak volna.
Luxemburg kormányzata már az első világháború kitörése előtt is tisztában volt a német törekvésekkel, és mindet megtettek országuk megóvását illetően. 1911-ben a luxemburgi miniszterelnök, Paul Eyschen megbízást adott egy mérnöknek, hogy értékelje Németország nyugati vasúti hálózatát, és hogy ezek megfelelnek megfelelő mennyiségű utánpótlás szállítására a német csapatok számára, ha a németek egy Franciaország elleni támadás során elfoglalják Luxemburgot. A miniszterelnök evvel együtt tisztában volt, hogy az etnikai és nyelvi kapcsolatok miatt valószínű, hogy az ország elfoglalását követően Luxemburgot hozzácsatolják a Német Birodalomhoz. A hadsereg kis létszáma miatt nyilvánvaló volt, hogy Luxemburgnak csak akkor van esélye elkerülni a német megszállást, ha erélyesen kinyilvánítja és a hadviselő államokkal tiszteletben tartatja az ország semlegességét.

## Az első világháború kitörése és az ország megszállása

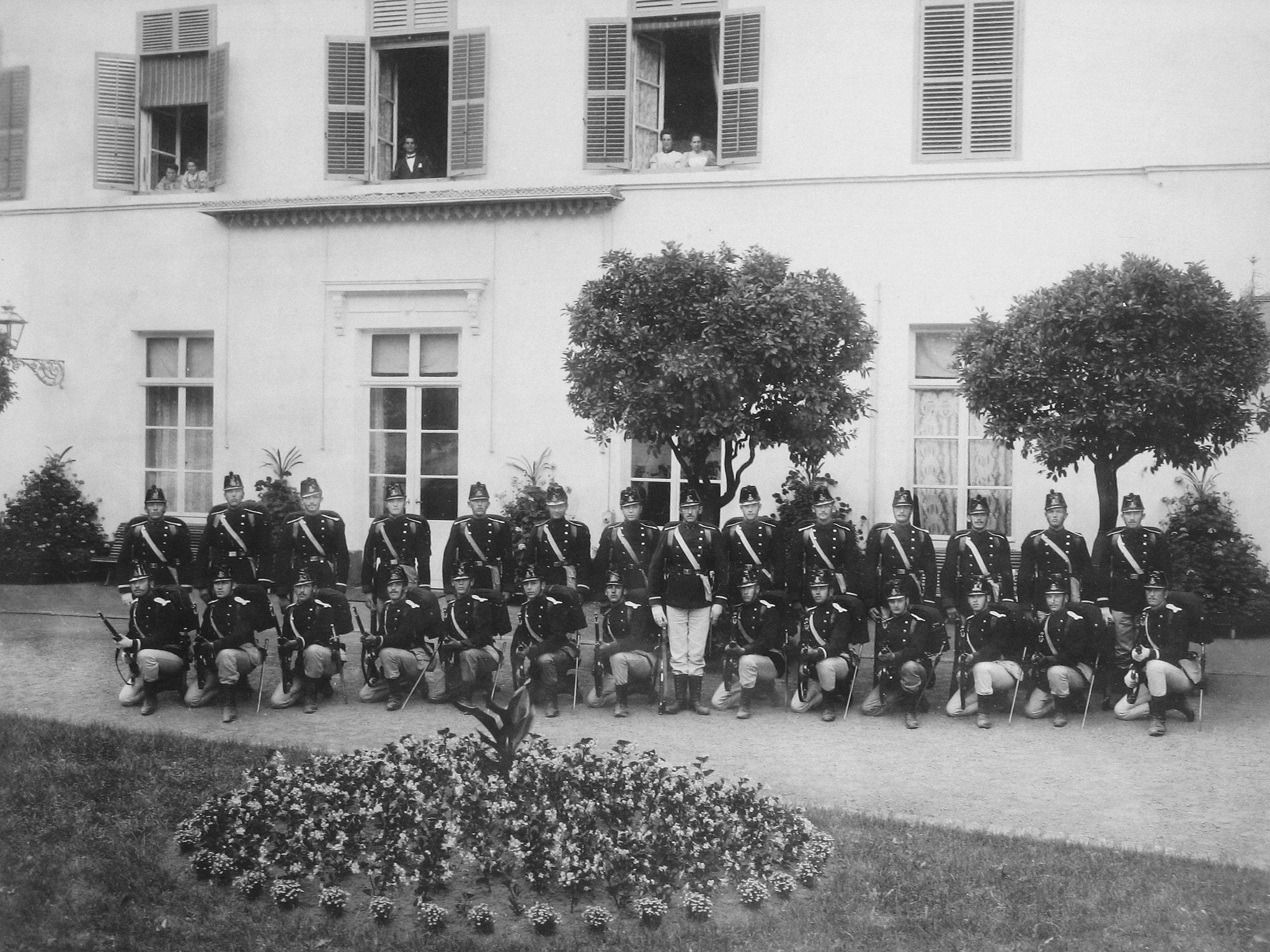
A luxemburgi katonák egy csoportja 1910 környékén

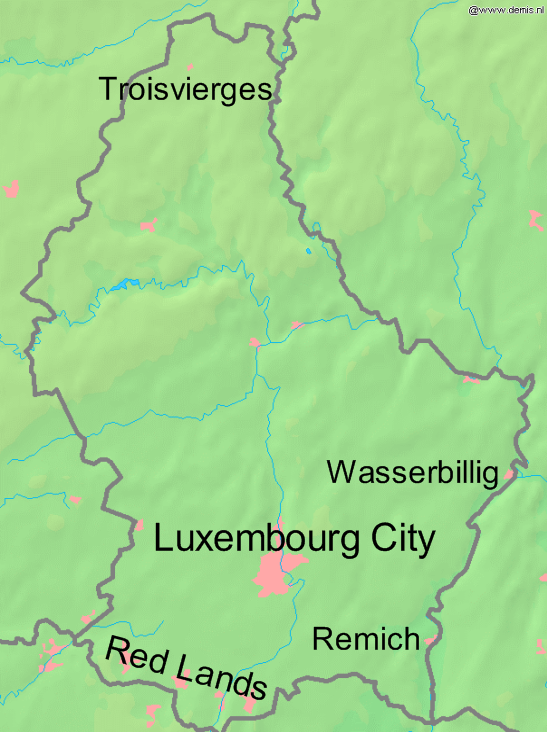
A Luxemburgot elfoglaló német csapatok fő inváziós vonala

1914. augusztus 1-jén Németország hadat üzent Oroszországnak. Ezzel egy időben a német csapatokat felkészíttették a Schlieffen-terven alapuló nyugati offenzívára. A közelgő támadással a luxemburgi kormány legszörnyűbb álmai váltak valóra. Eleinte az Albert württembergi herceg vezette 4. német hadsereg alakulatai csak az ország vasútvonalait vették használatba, amelyek segítségével gyorsan átszállíthatták őket Franciaországba. Paul Eyschen miniszterelnök azonnal élesen tiltakozott az ellen, hogy a német csapatok megsértették Luxemburg szuverenitását és engedély nélkül használták az északi Rajna-vidéken található Troisvierges vasútállomását. A miniszterelnök a tiltakozása ellenére nem tudott semmit tenni a betörő német csapatok megállításának érdekében. A következő napon a németek általános offenzívába kezdtek az ország teljes ellenőrzésének érdekében. Német csapatok elfoglalták Luxemburg délkeleti részét, átkeltek a Moselle-folyón Remich és Wasserbillig közelében, majd elindultak a főváros felé. A megközelítőleg min. 24 000 főt számláló német alakulatok rövid idő alatt megszállták az egész országot. Mária Adelaida luxemburgi nagyhercegnő felszólította a Luxemburg védelmét ellátó (akkor még nem létezett hivatalos hadserege az országnak) Csendőrök és Önkéntesek Hadtestének (Corps des Gendarmes et Volontaires) 400 katonáját, hogy ne álljanak ellen a támadó ellenséges egységeknek.
Augusztus 2. délutánján a nagyhercegnő és a miniszterelnök találkozott a főváros, Luxembourg egyik hídján, a Adolphe-hídon a fővárost elfoglaló csapatok parancsnokával, Richard Karl von Tessmar ezredessel. Mind a fiatal nagyhercegnő, mind a miniszterelnök tiltakozott a német megszállás ellen, de kénytelenek voltak a német követeléseket elfogadni. A német kancellár, Theobald von Bethmann-Hollweg sajnálatát fejezte ki a megszállás miatt, azonban a hadműveletet katonai szükségszerűséggel indokolt, emellett azzal érvelt, hogy evvel csak a franciák ugyanilyen szándékú hadműveletüket előzték meg. A német vádakat a francia illetékesek hamisnak titulálták és cáfolták.
Augusztus 4-én a Reichstagban elhangzott beszédében a kancellár biztosította Belgium és Luxemburg lakóit, hogy a háború után (amint a katonai cél teljesült) a német csapatok kivonulnak a két megszállt országból és kártalanítják annak lakóit. Azonban amikor már közelinek tűnt a teljes német győzelem, a kancellár kiadta ún. Septemberprogramm nevű politikai programját. Ebben a francia és belga területek mellett szó esett a Luxemburgi Nagyhercegségről is. A dokumentumban a hercegséget a Német Birodalom egyik jövendő tartományaként képzelték el, teljes függetlenség nélkül. Így később nagy megkönnyebbülést jelentett a legtöbb luxemburginak, hogy az angolok és franciák szeptember közepén az első marne-i csatában megállították a német előretörést. Ezután állóháború következett, de Luxemburg helyzetén ez mit sem változtatott.

## Az Eyschen-kormány és a németek

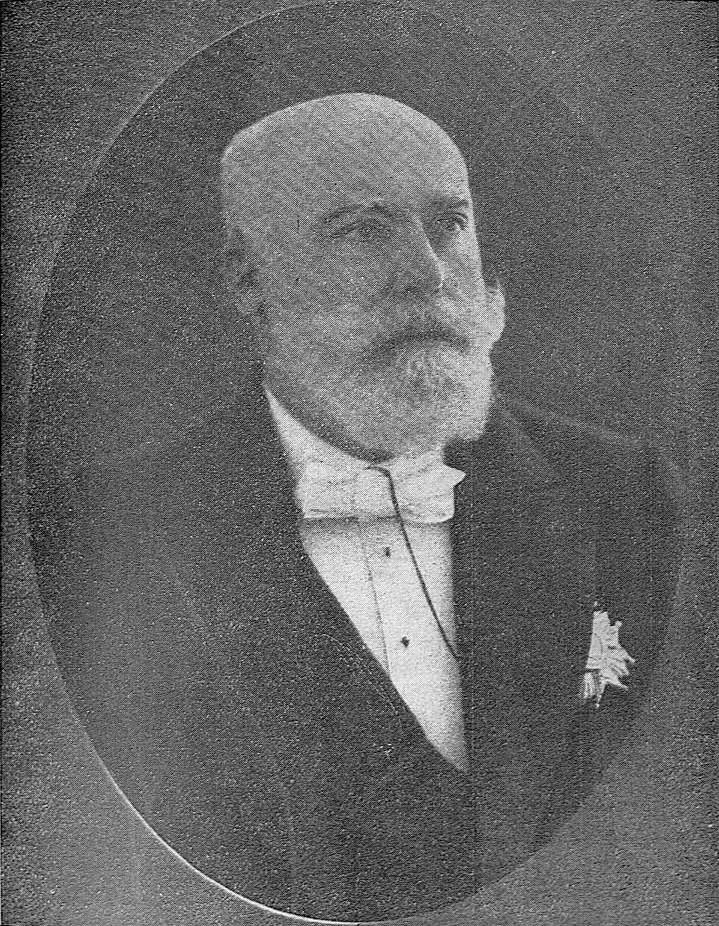
Paul Eyschen, Luxemburg miniszterelnöke 1888 és 1915 között

Miután a nyugati fronton egyensúly állt be, Luxemburg sorsa egyértelműnek tűnt. A kormány igyekezett teljesíteni a legtöbb német követelést, cserébe továbbra is szabadon működhetett, és irányíthatták a közigazgatást (legalábbis egy ideig). Eyschen ismert és népszerű vezető volt, hittek benne, hogy jól tudja a diplomáciai aknamezőt jelentő megszállás alatt is irányítani az országot. 1914. augusztus 4-én a német miniszter kérésére kizárta a francia minisztert. négy nappal később belga kollégáját is, majd az olaszok háborúba lépése után az olasz minisztert is. Ugyanezen célból nem mondott rosszakat a Német Vámunióra, habár a háború előtt nyíltan beszélt az abból való kilépésről.
Alkalmanként Eyschen saját elveit vallotta. 1914. október 13-án Karl Dardar luxemburgi újságírót a német hadsereg németellenes történetek megjelentetése miatt letartóztatta, Koblenzbe szállította, a hadbíróság három hónap szabadságvesztésre ítélte. Eyschen fel volt háborodva, hogy a németek elraboltak egy luxemburgi állampolgárt, és egy területen kívüli bűncselekményért ítélték el. Eyschen a luxemburgi német miniszternek azt mondta, „a nagyhercegség területi szuverenitása közvetlen kárt szenvedett.”
A kellemetlenkedő panaszok (mind Eyschentől, mind Victor Thorntól) megismétlődtek, mikor egy állítólag a francia katonai hírszerzésnek dolgozó vasúti munkást 1915. januári letartóztattak és Trierben elítélték. Az igazságügyi miniszter Thornt bosszantotta, hogy semmibe veszik a luxemburgi jogrendszert. Az ilyen kifogásokat a német hatóságok nem fogadták pozitívan. Eyschen makacssága ellenére hasznos eszköz maradt, hogy a különböző világnézetű luxemburgiakat egyesítse. 1915. június 23-án levelet küldtek a luxemburgi kormánynak arról, hogy a nagyhercegség területe hadszíntérnek tekinthető, a lakosság így ki van téve a katonai törvényeknek.
Nem csak Eyschen elvei akadályozták a kormány ügyeit. 1915. nyarán a miniszterelnök tovább csökkentette volna a katolikus egyház szerepét az állami iskolarendszerben, ez ellen a mélyen vallásos Mária Adelaida nagyhercegnő (akinek az édesapja protestáns volt), tiltakozott. „Nem lehet, hogy az ország legértékesebb örökségét ellopják, míg nálam van a kulcs” - mondta állítólag. Eyschent leváltotta volna, ha nem fogadta volna el a nagyhercegnő döntését, a miniszterelnök azonban uralkodott magán. Sokáig azonban már így sem maradt miniszterelnök.

## Eyschen után

### Eyschen halála

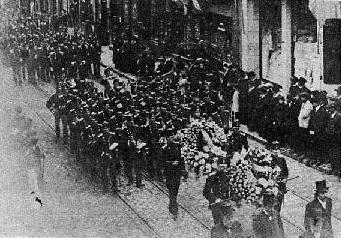
A nemzeti gyász Eyschen temetésén jól mutatta, mennyit köszönhet neki az ország. Halála után három év politikai felfordulás következett

1915. október 11-én Luxemburg politikai rendszere megrogyott, mivel elhunyt Paul Eyschen. A háború kitörésekor Eyschen már 73 éves volt, 27 évig volt az ország miniszterelnöke. A német megszállás első évében ő tartotta össze a luxemburgiakat, Mária Adelaida veszélyeztette pozícióját sem veszélyeztette, pedig a nagyhercegnő évtizedekkel fiatalabb volt Eyschennél, de politikailag naivnak és veszélyesen partizánnak tartották volna alkotmányos uralkodóként.
Eyschenben bízott a képviselőház, sikerült a kormány összetartása, az összes nagy frakcióra hatott személyiségével. Halála után a nemzeti egységet tovább rontotta a szocialista és liberális frakció között még a háború előtt kötött antiklerikális egyezmény szétesése, így sem a klerikálisoknak, sem az antiklerikálisoknak nem volt jogszabályi többsége. A legnagyobb képviselőcsoporttal a katolikus konzervatívok rendelkeztek, de nem volt valószínű, hogy koalíciókötés után is megőrizze ezt.

### Mongenast-kormány
Október 12-én a nagyhercegnő az 1882 óta pénzügyminiszter Mathias Mongenast-t kérte fel kisebbségi kormány megalakítására. Mongenast különleges státuszát az „ideiglenes” miniszterelnök cím is hangsúlyozta, nem volt a kormány elnöke, mint minden más miniszterelnök 1857 óta, de a Minisztertanács elnöke címet megtartotta.
A Mongenast-adminisztrációnak nem volt célja a hosszú élet, Mária Adelaida célja is az volt, hogy a képzett Mongenast vezetésével legalább ne rosszabbodjon a helyzet. De senki nem becsülte alá annyira a kormányt, mint ami valójában történt. November 4-én új jelöltet nevezett ki a luxemburgi école normale élére. A nagyhercegi jóváírást azonban nem kapta meg. Mongenast vesszőparipája az oktatás volt, úgy képzelte, a nagyhercegnő elfogadja egy olyan tapasztalt ember tanácsát, mint ő. Tévedett, a mindig céltudatos Mária Adelaida neheztelt a kisebbségi miniszterelnökre, különösen azért, mivel rögtön így kezdett neki a munkának. Másnap Mongenast lemondott, mindössze 25 napig volt miniszterelnök.

### Loutsch-kormány
Mongenast kudarca után a nagyhercegnő konzervatív kormányt jelölt ki Hubert Loutsch vezetésével. A képviselőház ezt kitartóan ellenezte, mert a Jobboldali Párt az 52 főből álló képviselőházban csak 20 képviselővel rendelkezett, de a relatív többsége megvolt. A holtponton való átlendülés érdekében Mária Adelaida feloszlatta a parlamentet, és felszólította a szavazókat, hogy adják meg a bizalmat a konzervatívoknak. Ez felháborodást okozott a bal oldalon, amely feltételezte, hogy csak a képviselőknek van ahhoz alkotmányos joga, hogy bizalmat adjon egy kormánynak, tehát a nagyhercegnő tulajdonképpen államcsínyt követett el. Ennek ellenére 1915. december 23-án a luxemburgiak az urnákhoz fáradtak, 25 konzervatív képviselő került be a parlamentbe, így a helyzet bár javult, de még mindig nem volt meg az abszolút többség. 1916. január 11-én a képviselőház elfogadott egy bizalmatlansági indítványt, Loutsch lemondott.

## Nemzeti Egységkormány

### Konszenzus kialakítása
A teljesen konzervatív kormány kudarca után a nagyhercegnő a vezető liberális politikust, Victor Thorn-t kérte fel kormányalakításra. Mivel az Eyschen 27 éves miniszterelnökségének lezárulta óta eltelt 3 hónapban két kormány jött és ment, a luxemburgiak kiábrándultak a politikusokból. Thorn békülékeny módon közvetlenül nyújtotta be a kérést a képviselőháznak, hogy világnézettől függetlenül támogassák a kormányt. Ezt valamennyi fél el is fogadta egy feltétellel: kapjanak szerepet a kormányban. Thorn-nak nem maradt más választása, mint nagykoalíció kialakítása. Az új kormányban Thorn mellett a konzervatív Léon Kauffmann és Antoine Lefort, a szocialista vezér Michel Welter és a liberális Léon Moutrier kapott helyet.

### Élelmiszerhiány

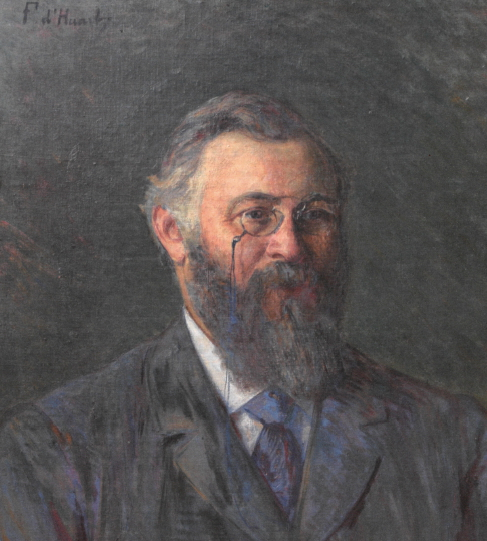
Michael Welter szocialista vezető,az egységkormány mezőgazdasági és kereskedelmi minisztere

A luxemburgi kormány legsürgetőbb gondja az élelmiszer-ellátás biztosítása volt. A háború lehetetlenné tette az élelmiszerek behozatalát, a megszállók igényei pedig elkerülhetetlenül a luxemburgiakéi előtt volt. A csökkenésnek véget vetendő, Michel Welter mezőgazdasági és kereskedelmi miniszter megtiltotta ez élelmiszer kivitelét Luxemburgból. Továbbá a kormány a szárnyaló kereslet ellensúlyozására jegyrendszert és árellenőrzést vezetett be, ezzel a szegényebb luxemburgiak is ételhez juthattak. Az intézkedések azonban nem érték el a kívánt hatást, egyre több luxemburgi fordult a feketepiachoz. A kormány megdöbbenésére a megszálló csapatok nem tettek semmit az ügy érdekében, a németeket vádolták azzal, hogy a feketepiacról némi pénzt kapnak azért, hogy ne akadályozzák meg a csempészést.
1916 folyamán elmélyült az élelmiszerválság, az elégtelen burgonyatermés miatt a termés 30%-40%-kal csökkent az előző évhez képest. Bár sok luxemburginak csak olyan kevés étel jutott, hogy az már éhezésnek minősül, az országban sikerült elkerülni az éhínséget. Részben emiatt a német katonák nem a helyi élelmiszerforrásokra támaszkodtak, hanem németországi importra.
Az éhség elkerülésére tett kísérletek ellenére a lakosság elvesztette hitét a nagykoalícióban. 1916. december 22-én Welter elítélte a képviselőházat, amely lemondását követelte. Thorn kivárt, kereste a lehetőséget, hogy a három nagy párt valamelyikének vezetője elvállalja a posztot, de nem járt sikerrel. 1917. január 3-án Welter helyére egy másik szocialista, Ernest Leclère érkezett. 1917. március és 1918. június között harminchat esetben fogtak el német katonák csempészeket.

### Bányászok sztrájkja

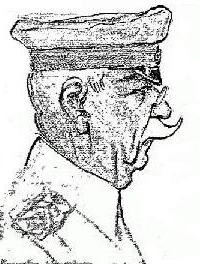
Azzal, hogy von Tessmar gyorsan elfojtotta a sztrájkot, végleg elbukott a Thorn-kormány

Az elégedetlenség a lakosság körében folyamatosan nőtt, különösen az ország iparosodott déli részén. 1916 őszén alakultak a vas-, és acéliparban az első szakszervezetek, Luxembourgban és Esch-sur-Alzetteben is. Annak ellenére, hogy a háború keresletet biztosított, a vasgyártás már leállt. ami fokozta a foglalkoztatási bizonytalanságot. Márciusban és áprilisban három független politikust választottak képviselőnek Esch-sur-Alzette kantonban, ahol a gazdaságban a vas és az acél dominált. A függetlenek a parlamentben az egységkormány ellenzékei lettek. Sok luxemburgi, különösen bányászok, már nem elégedett meg azzal, hogy az urnánál fejezi ki csalódottságát. Megérezve a polgári engedetlenség és további mozgalmak szelét, von Tessmar halálbüntetéssel fenyegette azokat is, akik esetlen sztrájkba lépnének. 1917. május 31-én dacolva von Tessmar ultimátumával a bányászok letették eszközeiket. Németország a luxemburgi vastól függött a Brit Királyi Haditengerészet blokádja miatt, 1916-ban Luxemburg termelte a Német Vámunión belül a nyersvas több, mint heted részét. Németország nem engedhette meg, hogy sztrájkoljanak, hiszen a kritikus helyzetben nyersanyag nélkül maradtak volna. Így von Tessmar leverte a sztrájkot, a kivégzésekre nem volt szüksége. Kilenc napon belül a sztrájk elbukott, vezetőit letartóztatták. A két fővezért a trieri hadbíróság 10 év szabadságvesztésre ítélte Az, hogy a sztrájkot a luxemburgi csendőrség helyett a német katonák verték le megalázó módon, túl sok volt Thorn-nak. 1917. június 19-én a kormány lemondott.